# Casa Escasany
La Casa Escasany è uno storico edificio della capitale argentina Buenos Aires. È situato nell'area del Microcentro, all'interno dei confini del quartiere di Montserrat.

## Storia
L'edificio venne eretto nel 1944 secondo i progetti elaborati dallo studio degli architetti Martín S. Noel e Manuel Escasany. I lavori di costruzione vennero compiuti dalla Empresa Constructora F.H. Schmidt S.A. La committenza era rappresentata dall'azienda di gioielleria e orologeria Escasany, la più importante impresa del settore in Argentina, che ai suoi tempi d'oro arrivò ad avere 1500 impiegati e succursali in tutte le province del Paese.

## Descrizione
L'edificio occupa un lotto d'angolo tra la calle Rivadavia e la calle Perú. Presenta uno stile neogotico.